# Gíger
Gíger (àrab ولاية جيجل Jijel, antiga Djidjelli) és una ciutat d'Algèria situada a 70 km a l'est de Bugia (Béjaïa) i a 70 km a l'oest de Skikda. La seva població supera els 110.000 habitants (només 21.500 el 1955). És en una península rocosa entre dos badies. L'any 1856 es va reconstruir la ciutat, després de ser destruïda per un terratrèmol, i la nova ciutat se situa a la badia de l'est.

## Província
La wilaya de Jijel està dividida en 28 comunes o cercles (daïra). Té 3.704 km² i al tomb d'un milió d'habitants.

## Història
Els fenicis hi van construir un port conegut amb el nom d'Idgil, i va quedar sota la influència de Cartago. La van ocupar els romans amb el nom d'Igilgili o Idgilgili, i formava part de la Mauritània Cesariense a la badia numídica (Sinus Numidicus). August hi va establir una colònia romana. Era una ciutat comercial per a tots els pobles de la rodalia. Amb Dioclecià va formar part de la província Mauritània Sitifiense. Al segle v o abans, va ser la seu d'un bisbe. Els vàndals la van ocupar quan Genseric va instal·lar-se a tot el nord d'Àfrica i més tard la va recuperar l'Imperi Romà d'Orient. Quan els àrabs van envair el Magrib, la ciutat va quedar en mans dels amazics kutama i la zona es va mantenir independent. Va patir molt amb les lluites contra els àrabs i va quedar quasi despoblada però després es va recuperar ja sota domini musulmà. Els hammadites hi van construir una fortalesa que van mantenir sota el seu poder fins al 1143. La ciutat va passar a ser coneguda com a Djidjelli i més tard en català com a Gíger.
L'any 1143 l'almirall Jordi d'Antioquia, al servei de Roger II de Sicília la va conquerir. El 1152 el califa almoràvit Abd-al-Mumin ibn Alí va obligar els sicilians a evacuar la ciutat.
Després de la dominació almoràvit va seguir la dels hàfsides, però els emirs de Bugia van intentar la seva possessió, i en aquesta situació la ciutat es va mantenir de facto independent d'uns i altres. Exportaven ordi, lli, cànem, nous i figues, tant cap a Tunísia i Egipte com cap a estats cristians a Itàlia (Nàpols, Pisa, Gènova) i Catalunya. Aquest comerç va durar fins al segle xv, quan va començar a decaure a causa de la pirateria. El 1312 el rei Sanç I de Mallorca hi va autoritzar la creació d'un consolat.
A començaments del segle xvi, després de l'ocupació espanyola de Bugia, els genovesos van ocupar Djidjelli amb una flota dirigida per Andreu Doria l'any 1510, però el 1511 el cap de pirates Arudj, cridat pels habitants, ajudat pel cap cabilenc Ahmad ben al-Kadi, va conquerir la fortalesa als genovesos; d'aquí va sortir el 1512 per conquerir Bugia i després el 1516 per conquerir Alger.
El 1520 Khair ed-Din Barba-rossa, derrotat pels cabilencs, es va refugiar a la ciutat mentre els seus enemic saquejaven la Mittidja i s'apoderaven d'Alger. Es va mantenir en aquell lloc fins al 1527, que va convertir en la seu de la seva flota, i va pensar fins i tot en fer de la ciutat la seva capital però va descartar la idea després de conquerir el penyal d'Alger. Va concedir a la gent de Djidjelli, en pagament de la seva fidelitat, l'exempció per ells i els seus descendents, de tot impost en productes.
Durant la resta del segle xvi i el segle xvii va ser una de les principals bases dels pirates algerians i els seus pobladors eren destacats participants en totes les pirateries. Això va provocar represàlies i el 1611 el marquès de Santa Cruz amb una flota espanyola es va presentar a la ciutat i la va incendiar. L'any 1663 els francesos, a proposta de l'almirall Abraham Duquesne i l'enginyer Clerville, la van triar com a estació per als creuers encarregats de reprimir les pirateries. L'any 1664 una expedició naval sota comandament del duc de Beaufort va desembarcar a la ciutat amb 8000 homes dirigits pel comte de Gadagne, i la va ocupar sense lluita (23 de juliol); però les divisions entre el cap de la flota i el cap dels soldats van paralitzar les obres defensives i un exèrcit enviat des Alger va poder arribar amb artilleria; el foc d'artilleria va obligar els francesos a reembarcar el 31 d'octubre de 1664, quan ja havien sofert unes dos mil baixes. Una guarnició otomana es va establir a la ciutat de manera permanent per prevenir nous atacs, però la guarnició era poc important i els cabilencs eren els amos de la ciutat mentre els soldats es mantenien tancats a la fortalesa.
Els deys (governadors otomans) no es volien enfrontar amb els cabilencs, ja que necessitaven la seva ajuda per obtenir el material per les construccions navals; els deys es van valer dels marabuts locals, de la família dels Mokrani, per obtenir el que necessitaven; Al-Hadjdj Abd al-Kadir va ser nomenat marabut de Djidjelli l'any 1755, càrrec que va transmetre de manera hereditària.
La revolta dels cabilencs el 1803 va posar en perill la represa de l'activitat comercial que s'havia reprès als darrers anys. El marabut Bu Dali (Al-Hadjdj Muhammad ben al-Harsh) va atacar la ciutat i la guarnició otomana va fugir. Bu Dali va prendre el títol de sultà i va nomenar governador de la ciutat a un dels seus partidaris amb el títol d'agà. Els otomans van enviar l'almirall Hamidu (Rais Hamidu) a castigar la revolta i va bombardejar la ciutat sense resultat l'any 1805. Finalment els habitants es van revoltar contra el sultà i es van sotmetre al dey otomà (1806) que va instal·lar a la ciutat una nova guarnició.
L'any 1830, a la caiguda del govern d'Alger, Djidjelli va ser altra vegada independent sota el seu dey. El pillatge d'un edifici comercial francès va induir als francesos (al governador general d'Algèria, general Valée) a ocupar la regió, entrant a la ciutat el 23 de maig de 1839. No obstant la guarnició francesa que es va establir a la ciutat va quedar aïllada pels cabilencs que dominaven tota la rodalia. La situació no va canviar fins a la submissió de les tribus cabilenques de la Petita Cabília pel general Saint Arnaud, el 1851 i es va incorporar al departament de Constantina, districte de Bugia. Destruïda per un terratrèmol el 1856, els francesos van reconstruir la ciutat.
Des de llavors va ser una petita ciutat secundària de l'Algèria francesa. L'any 1955 era cap d'un districte i el 1958 va passar com a districte al nou departament de Bugia, segregat de Constantina, però l'any 1959 va retornar al departament original quan es va suprimir el departament de Bugia. L'1 de juny de 1974 amb el nom de Jijel, es va convertir en la capital del departament (wilaya) de Jijel, creat aquell dia.